# Ace of Base
Ace of Base je švédská popová kapela pocházející z Göteborgu. Současnou sestavu tvoří zpěvačka Jenny Berggren, Jonas Berggren a Ulf Ekberg. Často bývají srovnáváni s další velmi známou švédskou skupinou ABBA.

## Historie
Od svého vzniku v roce 1990 zaznamenali doslova raketový start do světa hudebního byznysu. Debutové album Happy Nation (1993) přineslo hity jako „All That She Wants“, „The Sign“ nebo „Happy Nation“ a hlavně 23 mil. prodaných kusů. Atakovalo první místo albových hitparád hned ve čtrnácti zemích světa, jednu dobu to bylo dokonce nejlépe se prodávající debutové album všech dob.
Povzbuzeni masivním úspěchem pokračovali v nahrávání dalších hitů („Beautiful Life“, „Cruel Summer“) a koncertovali po celém světě. Jejich desky vycházely pod jiným názvem v Evropě a v USA, a to často i s obměněným seznamem skladeb. Upadající zájem o jejich tvorbu se pokusili oživit vydáním šestnácti největších hitů s názvem Singles of the 90s (v USA vyšlo jako Greatest Hits a obsahovalo pouze dvanáct skladeb). Čtvrté, a zřejmě poslední, řadové album Da Capo (2002) nezaznamenalo ze strany fanoušků téměř žádnou odezvu. Přední britský label Polydor Records dokonce odmítl distribuovat desku v Anglii s jednoduchým odůvodněním: nezájem hudební veřejnosti. Relativně bídné prodeje (cca 450 000 kusů) a v domácím Švédsku až 25. místo v albové hitparádě, to nebylo to, na co byli Ace of Base až doposud zvyklí. Z tohoto důvodu ohlásili následující rok pauzu, jenž trvala až do roku 2006. Od této chvíle už vystupují pouze jako trio, jelikož kapelu opouští Malin Berggren (zpěvačka a zakládající členka).
První koncert po pauze odehráli 15. listopadu 2007 v Jekatěrinburgu. V létě 2008 navštívili řadu zemí v rámci evropského turné - Ukrajinu, Rusko, Dánsko, Norsko nebo Turecko. Známou trojici doprovázel nejen manžel Jenny, známý švédský hudebník Jakob Petren, ale velký důraz byl kladen také na výběr vokalistek, které si fanoušci kapely doslova zamilovali.
Hlavní doprovodné vokály tak zpívala zpěvačka, hudební režisérka a skladatelka Linnea Deb, pouze v případě vystoupení v Dominikánské republice ji zastoupila zpěvačka Anna Andersson. Další dvě vokalistky při turné nejen hlasově doprovázely, ale prezentovaly i poměrně odvážné taneční kreace (například v písni Never Gonna say I'm sorry poté, co Jenny na chvíli zmizí z pódia). Jedná se o švédské megastars Susannu Safsund a Annu Nilsson, které jsou známé také jako zpěvačky místní skupiny Schlagerfeber. Místo Anny zaskočila v Bělorusku další zpěvačka Johanna Eriksson.

## Diskografie

### Studiová alba
- 1993: Happy Nation (v USA vyšlo pod názvem The Sign)
- 1995: The Bridge
- 1998: Flowers (v USA vyšlo pod názvem Cruel Summer)
- 2002: Da Capo
- 2010: The Golden Ratio

### Kompilace
- 1999: Singles of the 90s (v USA vyšlo pod názvem Greatest Hits)